# Roovee
Roovee – polski system bezobsługowych stacji wypożyczalni rowerów IV generacji, powstały w 2017 roku. Oprócz tradycyjnych wypożyczalni rowerów miejskich, zarządza również pierwszą w Polsce autonomiczną stacją wypożyczania rowerów elektrycznych MTB.
| Nazwa miasta         | Nazwa systemu                    | Liczba rowerów |
| -------------------- | -------------------------------- | -------------- |
| Bolesławiec          | BROM                             | 30             |
| Brześć Kujawski      | Brzeski Rower Miejski (BRM)      | 20             |
| Chodzież             | Chromek                          | 64             |
| Duszniki             | Duszniki                         | 18             |
| Giżycko              | GROM                             | 20             |
| Jastrzębie Zdrój     | Jastrzebie                       | 73             |
| Kielce               | Kielecki Rower Miejski (KRM)     | 250            |
| Krotoszyn            | Krotower                         | 50             |
| Nasielsk             | Nasielsk                         | 20             |
| Nowy Dwór Mazowiecki | NDM                              | 75             |
| Oleśnica             | OLBIKE                           | 40             |
| Olsztyn              | ORM                              | 30             |
| Ostrołęka            | OSTRO.BIKE                       | 32             |
| Ożarów Mazowiecki    | ozarow                           | 16             |
| Polkowice            | PRM Szprychy                     | 50             |
| Serock               | SRM                              | 24             |
| Stalowa Wola         | SWMR                             | 120            |
| Suwałki              | SUWER                            | 160            |
| Szczecin             | Bike_S Szczeciński Rower Miejski | 800            |
| Ścinawa              | ŚRM                              | 60             |
| Śrem                 | srem                             | 20             |
| Toruń                | Toruński Rower Miejski           | 385            |
| Wągrowiec            | wagrowiec                        | 64             |
| Włocławek            | WŁOWER                           | 220            |
| Żary                 | zary                             | 28             |
| Żmigródek            | zmigrod                          | 26             |